# Dave Pike
David Samuel Pike (Detroit, 23 maart 1938 - Del Mar, 3 oktober 2015) was een Amerikaanse jazz-vibrafonist.

## Carrière
Dave Pike leerde als kind drummen en was op de vibrafoon autodidact. In 1954 verhuisde hij met familie naar Los Angeles, waar hij speelde met Curtis Counce, Harold Land, Elmo Hope, Dexter Gordon, Carl Perkins en Paul Bley. In 1960 verhuisde hij naar New York en versterkte hij zijn vibrafoon elektrisch. Tussen 1961 en 1964 toerde hij met Herbie Mann en speelde hij vervolgens met Attila Zoller.
Vanaf 1968 verbleef hij in Duitsland. Samen met Volker Kriegel (gitaar, sitar), J.A. Rettenbacher (bas, cello) en Peter Baumeister (drums, percussie) speelde hij van 1968 tot 1972 als het Dave Pike Set. Het laatste album van de band Salamao werd onder de naam The New Dave Pike Set in Rio de Janeiro opgenomen met Eberhard Weber en Marc Hellman in plaats van Rettenbacher en Baumeister, samen met de percussieband Grupo Baiafro De Bahia, waarbij de percussionisten Djalma Corrêa, Edson Ernetério de Sant'Ana en Onias Camardelli behoorden. Het concept van de Dave Pike Set was tamelijk succesvol, omdat de grenzen naar de jazzrock en de psychedelische popmuziek werden overschreden. Bovendien ontstonden ook opnamen van Pike met de gerenommeerde Kenny Clarke/Francy Boland Big Band.
In 1973 keerde hij weer terug naar Los Angeles, waar hij met muzikanten als Ron Escheté speelde. Tijdens de Berliner Jazztage in 2005 trad Pike samen op met de pianist Christoph Spendel, de gitarist Michael Sagmeister, de bassist André Nendza en de drummer Kurt Billker als het New Dave Pike Set.
Pike werd bekend bij een breder publiek dankzij het door Volker Kriegel gecomponeerde nummer Mathar, een dans-sitar-nummer, dat is te horen in de film 23 – Nichts ist so wie es scheint. Pike zelf is tijdens deze opname van de Dave Pike Set slechts te horen met tamboerijn. Al sinds de jaren 1970 kent men hem bovendien van Big Schlepp, de titelmuziek van het NDR-radioprogramma Was wollen Sie wissen?, die ook door Kriegel werd gecomponeerd en met de Dave Pike Set werd opgenomen.
Dave Pike heeft vanaf 1985 een tijd het jazzcafé The Fusion opengehouden op de Kuiperskaai in Gent waar er elke avond werd opgetreden in verschillende bezettingen. Vaak kwamen er ook Amerikaanse jazzmuzikanten langs om Dave Pike een bezoekje te brengen terwijl ze op tournee waren. Maar ook Belgische muzikanten deelden er het podium met Dave Pike zoals een toen nog zeer jonge Jeroen Van Herzeele.

## Overlijden
Dave Pike overleed op 3 oktober 2015 op 77-jarige leeftijd in Del Mar aan de gevolgen van longemfyseem.

## Discografie

### Dave Pike
- 1961: It's Time for Dave Pike (OJC)
- 1961: Pike's Peak
- 1962: Bossa Nova Carnival
- 1962: Limbo Carnival
- 1962: Dave Pike Plays the Jazz Version of "Oliver"
- 1964: Manhattan Latin (Verve)
- 1965: Jazz for the Jet Set (Atlantic)
- 1966: The Doors of Perception
- 1969: Got the Feelin'
- 1975: Times out of Mind
- 1977: On a Gentle Note
- 1978: Let the Minstrels Play On
- 1981: Moon Bird
- 1986: Pike's Groove (Criss Cross)
- 1988: Bluebird
- 1998: BopHead
- 2000: Peligroso (Cubop)
- 2000: Carnavals

### Dave Pike Set
- 1969: Noisy Silence – Gentle Noise (van de single resp. latere maxi-cd Mathar)
- 1969: Four Reasons
- 1969: Live at the Philharmonie
- 1970: Infra Red
- 1972: Album
- 1972: Salomão – The New Dave Pike Set & Grupo Baiafro De Bahia
- ????: Masterpieces (sample-cd) (1969–1972)
- 2016: At Studio 2 (Live-opnamen van 11 maart 1971 in Keulen)

- Biblioteca Nacional de España: XX4881241
- Bibliothèque nationale de France: cb13922904w (data)
- Gemeinsame Normdatei: 134485203
- International Standard Name Identifier: 0000 0001 1638 4609
- Library of Congress Control Number: nr93043842
- MusicBrainz: d3b8fe27-fb57-4256-b8a9-df8586929103
- SNAC: w6779bj4
- Système universitaire de documentation: 243652364
- Virtual International Authority File: 49410166
- WorldCat: E39PBJxWVqCXTXDVd3Y4fcbWXd